# At Any Price
Pour plus de détails, voir Fiche technique et Distribution.
At Any Price est un film dramatique américain coproduit, coécrit et réalisé par Ramin Bahrani sorti en 2012.

## Synopsis
Henry Whipple, un fermier, veut transmettre son exploitation à son fils Dean, qui a d'autres rêves en tête comme devenir coureur automobile. Mais lorsque son père se retrouve visé par une enquête et que leur exploitation risque d’être saisie, Dean devra revoir ses priorités.

## Fiche technique
- Titre original : At Any Price
- Réalisation : Ramin Bahrani
- Scénario : Ramin Bahrani et Hallie Elizabeth Newton
- Direction artistique : Chad Keith
- Décors : Jonathan Guggenheim
- Costumes : Tere Duncan
- Photographie : Michael Simmonds
- Son : Tom Efinger
- Montage : Affonso Gonçalves
- Musique : Dickon Hinchliffe
- Production : Ramin Bahrani, Pamela Koffler, Justin Nappi, Teddy Schwarzman, Kevin Turen et Christine Vachon
- Société(s) de production : Big Indie Pictures, Black Bear Pictures, Killer Films, Noruz Films et Treehouse Pictures
- Société(s) de distribution :  Sony Pictures Classics
- Budget :
- Pays d’origine :  États-Unis
- Langue originale : anglais
- Format : couleur - 35 mm - 2,35:1 - son Dolby numérique
- Genre : Drame
- Durée : 105 minutes
- Dates de sortie :
  -  Italie : 30 août 2012 (Mostra de Venise 2012)
  -  États-Unis : 26 avril 2013
  -  France : 29 septembre 2016 (en VOD)

## Distribution
- Dennis Quaid (VF : Bernard Lanneau) : Henry Whipple
- Zac Efron (VF : Yoann Sover) : Dean Whipple
- Kim Dickens (VF : Rafaèle Moutier) : Irene Whipple
- Heather Graham (VF : Anneliese Fromont) : Meredith Crown
- Clancy Brown (VF : Thierry Hancisse) : Jim Johnson
- Maika Monroe (VF : Alexia Papineschi) : Cadence Farrow
- Chelcie Ross (VF : Bernard Tiphaine) : Byron
- Red West (VF : Michel Bedetti) : Cliff Whipple
- Stephen Louis Grush (VF : François Santucci) : Torgeson
- Dan Waller (VF : Benjamin Penamaria) : Larry Brown
- John Hoogenakker (VF : Vincent Ropion) : M. Prichard

 Source et légende : version française (VF) sur RS Doublage et AlloDoublage

## Distinctions

### Nominations et sélections
- Mostra de Venise 2012 : En compétition pour le Lion d’or
- Festival du film de Tribeca 2013